# اتفاقية إسكاثو
الاتفاقية الإقليمية بشأن الوصول إلى المعلومات والمشاركة العامة والعدالة في المسائل البيئية في أمريكا اللاتينية ومنطقة البحر الكاريبي، والمعروفة باسم اتفاقية اسكاثو (بالإنجليزية: Escazu Agreement)‏ ((بالإسبانية: Acuerdo de Escazú)‏)، هي معاهدة دولية وقعتها 24 دولة في أمريكا اللاتينية ومنطقة البحر الكاريبي بشأن حقوق الوصول إلى المعلومات حول البيئة، والمشاركة العامة في صنع القرار البيئي، والعدالة البيئية، والبيئة الصحية والمستدامة للأجيال الحالية والمقبلة. الاتفاقية مفتوحة أمام 33 دولة في أمريكا اللاتينية ومنطقة البحر الكاريبي. من بين 24 دولة موقعة، صدق عليها اثنا عشر هي: أنتيغوا وبربودا والأرجنتين وبوليفيا والإكوادور وغيانا والمكسيك ونيكاراغوا وبنما وسانت فنسنت وجزر غرينادين وسانت كيتس ونيفيس وسانت لوسيا وأوروغواي.

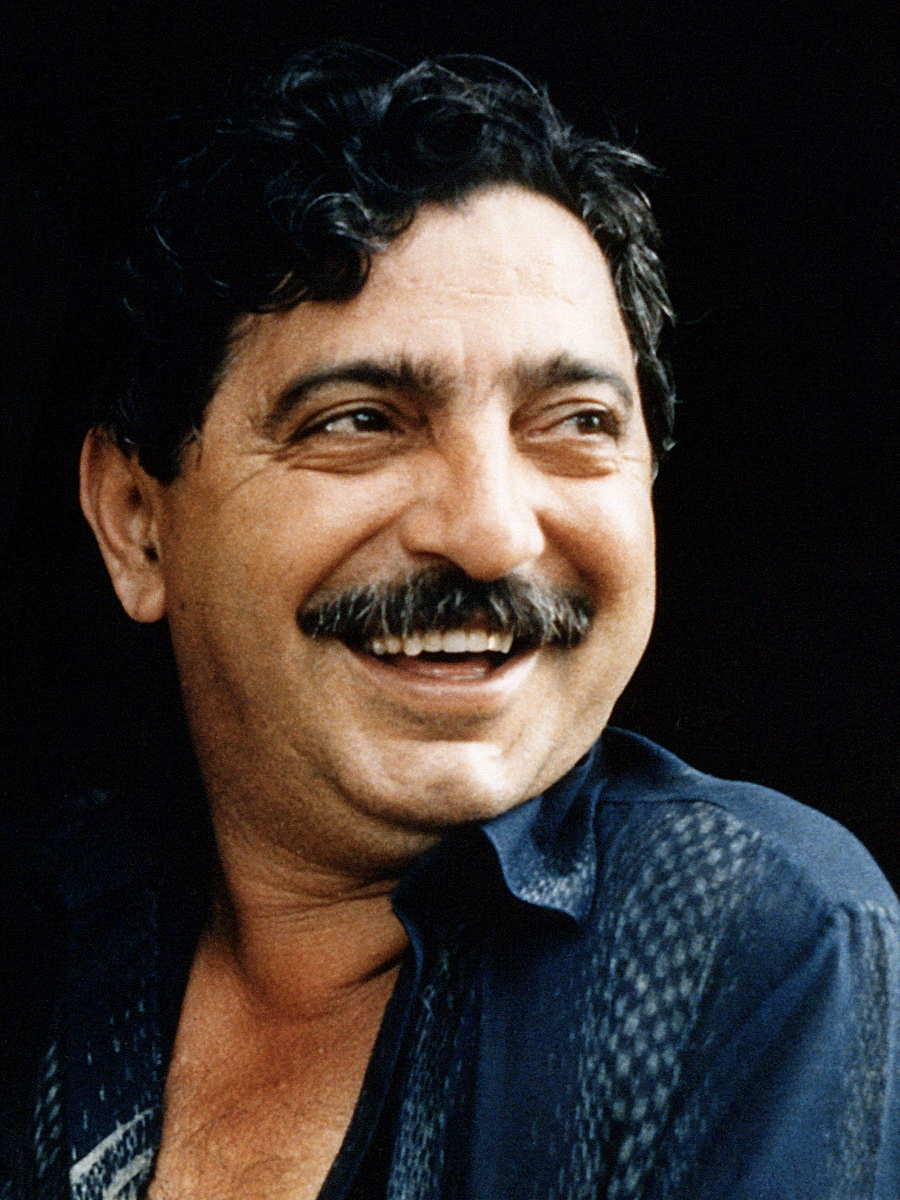
شيكو مينديز، 1988 في منزله في Xapuri، أكرا، البرازيل قبل مقتله بسبب نشاطه البيئي

نشأت الاتفاقية في مؤتمر الأمم المتحدة للتنمية المستدامة لعام 2012 وهي المعاهدة الملزمة الوحيدة التي جرى اعتمادها نتيجة للمؤتمر. جرت صياغتها بين عامي 2015 و2018 واعتمادها في إسكاثو، وتستاريكا في 4 مارس 2018. وُقعت الاتفاقية في 27 سبتمبر 2018 وظلت مفتوحة للتوقيع حتى 26 سبتمبر 2020. وقد تطلب دخول الاتفاقية حيز التنفيذ أحد عشر تصديقًا، وقد تحقق ذلك في 22 يناير 2021 بانضمام المكسيك والأرجنتين. ودخل الاتفاق حيز التنفيذ في 22 أبريل 2021.
اتفاقية إسكاثو هي أول معاهدة دولية في أمريكا اللاتينية ومنطقة البحر الكاريبي تتعلق بالبيئة، والأولى في العالم التي تتضمن أحكامًا بشأن حقوق المدافعين عن البيئة. تعزز الاتفاقية الروابط بين حقوق الإنسان وحماية البيئة من خلال فرض متطلبات على الدول الأعضاء فيما يتعلق بحقوق المدافعين عن البيئة. وتهدف إلى توفير الوصول الكامل للجمهور إلى المعلومات البيئية، واتخاذ القرارات البيئية، والحماية القانونية والاستعانة بالمسائل البيئية. كما تعترف بحق الأجيال الحالية والمقبلة في بيئة صحية وتنمية مستدامة.

## الأطراف والموقعون
| عضو                              | تاريخ التوقيع  | تاريخ التصديق  |
| -------------------------------- | -------------- | -------------- |
| Antigua and Barbuda              | 27 سبتمبر 2018 | 4 مارس 2020    |
| Argentina                        | 27 سبتمبر 2018 | 22 يناير 2021  |
| Belize                           | 24 سبتمبر 2020 |                |
| Bolivia                          | 2 نوفمبر 2018  | 26 سبتمبر 2019 |
| Brazil                           | 27 سبتمبر 2018 |                |
| Colombia                         | 11 ديسمبر 2019 |                |
| Costa Rica                       | 27 سبتمبر 2018 |                |
| Dominica                         | 26 سبتمبر 2020 |                |
| Ecuador                          | 27 سبتمبر 2018 | 21 مايو 2020   |
| Grenada                          | 26 سبتمبر 2019 |                |
| Guatemala                        | 27 سبتمبر 2018 |                |
| Guyana                           | 27 سبتمبر 2018 | 18 أبريل 2019  |
| Haiti                            | 27 سبتمبر 2018 |                |
| Jamaica                          | 26 سبتمبر 2019 |                |
| Mexico                           | 27 سبتمبر 2018 | 22 يناير 2021  |
| Nicaragua                        | 27 سبتمبر 2019 | 9 مارس 2020    |
| Panama                           | 27 سبتمبر 2018 | 10 مارس 2020   |
| Paraguay                         | 28 سبتمبر 2018 |                |
| Peru                             | 27 سبتمبر 2018 |                |
| Dominican Republic               | 27 سبتمبر 2018 |                |
| Saint Vincent and the Grenadines | 12 يوليو 2019  | 26 سبتمبر 2019 |
| Saint Kitts and Nevis            | 26 سبتمبر 2019 | 26 سبتمبر 2019 |
| Saint Lucia                      | 27 سبتمبر 2018 | 1 ديسمبر 2020  |
| Uruguay                          | 27 سبتمبر 2018 | 26 سبتمبر 2019 |